# NGC 7765
NGC 7765 is een balkspiraalstelsel in het sterrenbeeld Pegasus. Het hemelobject werd op 12 oktober 1855 ontdekt door de Ierse astronoom William Parsons.

## Synoniemen
- MCG 4-56-15
- ZWG 477.15
- PGC 72596